# Luiz Felipe Scolari
Luiz Felipe Scolari (* 9. listopadu 1948, Passo Fundo, Brazílie) je brazilský fotbalový trenér.

## Hráčská kariéra
Jako hráč byl znám spíše jako nekompromisní obránce, než jako typický brazilský technik. Proto měl také přezdívku perna-de-pau (dřevák). Celou kariéru prožil doma v Brazílii, kde hrál v klubech Caxias, Juventude, Novo Hamburgo a Centro Sportivo Alagoano, se kterým získal svůj jediný titul jako hráč.

## Trenérská kariéra
S trenérskou kariérou začínal tak, jak končil tu hráčskou – vítězstvím v mistrovství státu Alagoano. Po krátkých působeních u týmů Juventude, Grêmio Esportivo Brasil a v saúdskoarabském Al-Shabab přišlo první angažmá ve velkoklubu, když se v roce ujal mužstva Grêmio Porto Alegre, se kterým vyhrál Campeonato Gaúcho. Poté se na několik let přesunul opět na Arabský poloostrov, kde vedl kuvajtský klub Qadisiya SC, kuvajtskou reprezentaci a saúdskoarabské al-Ahli.
Poté se vrátil do Grêmia Porto Alegre, se kterým během tří let získal šest trofejí včetně Poháru osvoboditelů v roce 1995 a brazilský titul o rok později. Na konci roku 1997 přijal angažmá u japonského klubu Júbilo Iwata, kde však skončil po pouhých jedenácti zápasech a vrátil se opět do Brazílie, konkrétně do SE Palmeiras, se kterým vyhrál brazilský pohár a přidal i svůj druhý triumf v Copa Libertadores. Během působení u týmu Palmeiras byl vyhlášen nejlepším trenérem Jižní Ameriky.

### Brazílie
Po jedné sezóně, po kterou trénoval Cruzeiro EC byl v červnu 2001, na posledních pět kvalifikačních zápasů na MS 2002 jmenován hlavním trenérem brazilské reprezentace. Navzdory porážce v prvním utkání proti Uruguayi se Scolarimu podařilo dovést tým na závěrečný turnaj. V základní skupině porazili Brazilci postupně Turecko (2:1), Čínu (4:0) a Kostariku (5:2) a postoupili z prvního místa do osmifinále proti Belgii, kterou porazili brankami Rivalda a Ronalda 2:0. Ve čtvrtfinále proti Anglii pomohla kanárkům chyba brankáře Seamana, který pustil za svá záda Ronaldinhův přímý kop ze 40 metrů, díky němuž se Brazilci dostali do vedení 2:1, které už nepustili a mohli si zopakovat zápas s Tureckem, které v semifinále porazili Ronaldovým bodlem 1:0. Ve finále proti Německu úřadoval opět Ronaldo, který svým sedmým a osmým gólem na turnaji vystřílel nejen korunu pro krále střelců, ale pro Brazílii také pátý titul mistrů světa. Na konci roku 2002 Scolari rezignoval na funkci trenéra národního týmu.
V roce 2012 opět převzal brazilský národní tým. Vyhrál s ním Konfederační pohár FIFA 2013, který předchází světovému šampionátu. Mužstvo vedl i na domácím Mistrovství světa 2014 v Brazílii. V semifinále proti Německu byl u historického brazilského debaklu 1:7. Ani v zápase o bronz proti Nizozemsku nenastal obrat k lepšímu (tým prohrál 0:3) a Brazilci tak obsadili konečné čtvrté místo a zůstali bez medaile. I přes vysoké porážky v posledních dvou zápasech na šampionátu si chtěl udržet trenérskou funkci u Selecaa (brazilského národního týmu), ale nakonec rezignoval.

### Portugalsko
V roce 2003 převzal reprezentaci Portugalska, které se chystalo na pořádání EURA 2004. Na úvod základní skupiny sice Scolariho svěřenci podlehli Řecku (1:2), poté však porazili Rusko (2:0) a Španělsko (1:0) a postoupili z prvního místa do vyřazovací části, v ní porazili Anglii 2:2 (6:5 pen) a Nizozemsko 2:1. Ve finále podlehli Portugalci překvapení turnaje z Řecka a získali stříbrné medaile. Scolari vedl tým i na MS 2006, kde Portugalci došli až do semifinále, ve kterém podlehli Francii Zidanovým gólem 1:0. V zápase o bronz prohráli s domácím Německem a Felipao tak na třetí cenný kov v řadě nedosáhl. Na následujícím EURU 2008 vypadli se stejným soupeřem ve čtvrtfinále, což byl poslední Scolariho zápas na lavičce Portugalska.

### Chelsea
1. července 2008 převzal londýnskou Chelsea FC. Stal se tak prvním trenérem mistrů světa, který usedl na lavičku klubu působícího v Premier league. 9. února byl Scolari odvolán a na lavičce klubu majitele Romana Abramoviče tak nepůsobil ani jednu celou sezonu.

### Další štace
Po angažmá v Chelsea přijal nabídku trénovat uzbecký PFK Bunjodkor, kde se setkal se svým bývalým svěřencem z reprezentace Rivaldem. V Uzbekistánu skončil v květnu 2010 a o dva týdny později převzal mužstvo SE Palmeiras.

## Úspěchy

### Hráčské
- 1× vítěz Campeonato Alagoano (1981)

### Trenérské
- CS Alagoano
  - 1× vítěz Campeonato Alagoano (1982)
- Qadisiya SC
  - 1× Emir Cup (1989)
- Kuvajt
  - 1× Golf Cup (1990)
- Criciúma EC
  - 1× Copa do Brasil (1991)
- Grêmio
  - 3× Campeonato Gaúcho (1987, 1995, 1996)
  - 1× Copa do Brasil (1994)
  - 1× Pohár osvoboditelů (1995)
  - 1× mistr Brazílie (1996)
  - 1× Recopa Sudamericana (1996)
- SE Palmeiras
  - 1× Copa do Brasil (1998)
  - 1× Copa Mercosur (1998)
  - 1× Pohár osvoboditelů (1999)
- Brazílie
  - 1× zlato z MS 2002
- Portugalsko
  - 1× stříbro z ME 2004